# Cotulinae
Cotulinae es una subtribu perteneciente a la subfamilia Asteroideae de la familia Asteraceae.

## Descripción
Las plantas de esta subtribu son en su mayoría arbustos  y plantas herbáceas perennes. Pocas son anuales ( Cotula, Leptinella y Soliva). El indumento se compone de pelos basifijos. Las hojas se disponen típicamente de una manera alterna (pero también puede ser opuestas) con la lámina pinnatosecta (1-2 veces). Las inflorescencias están compuestas de cabezas solitarias en densos corimbos. La estructura de la cabeza es típico de Asteraceae: un tallo de apoyo a una cabeza hemisférica o cilíndrica compuesta de diferentes escalas (o brácteas ) dispuestas en serie varias líneas (2-4) que sirven de protección para el receptáculo o plano hemisférico en el que se encuentran dos tipos de flores: las externas radiales, liguladas y femeninas (no siempre presentes) y las del disco interior tubular, hermafrodita o macho ( Hippia, Leptinella, Schistostephium y Soliva).  La corola generalmente tiene cinco lóbulos, pero también hay flores con 3-4 lóbulos. Las frutas son aquenios tipo polimorfo también con unos nervios (3 - 4 a 10). 

## Distribución y hábitat
Las especies de este grupo se distribuyen principalmente en el Hemisferio sur. 

## Géneros
La subtribu comprende 10 géneros y 125 especies:
- Adenanthellum B. Nord. (1 sp.)
- Cotula L. (55 spp.)
- Hilliardia B. Nord. (1 sp.)
- Hippia L. (8 spp.)
- Inezia E. Phillips (2 spp.)
- Leptinella Cass. (33 spp.)
- Lidbeckia P.J. Bergius (2 spp.)
- Schistostephium Less. (12 spp.)
- Soliva Ruiz & Pav. (8 spp.)
- Thaminophyllum Harv. (3 spp.)